# Pionosyllis augeneri
Pionosyllis augeneri är en ringmaskart som beskrevs av Hartmann-Schröder 1979. Pionosyllis augeneri ingår i släktet Pionosyllis och familjen Syllidae. Inga underarter finns listade i Catalogue of Life.